# حسين الدين جافوروف
حسين الدين جافوروف (29 يوليو 1997 بفرغانة في أوزبكستان - ) هو لاعب كرة قدم أوزبكستاني في مركز الهجوم. شارك مع منتخب أوزبكستان تحت 17 سنة لكرة القدم ومنتخب أوزبكستان تحت 23 سنة لكرة القدم ومنتخب أوزبكستان لكرة القدم. أما مع النوادي، فقد لعب مع FK Javor Ivanjica ‏ وNBU Osiyo ‏.

## وصلات خارجية
- حسين الدين جافوروف على موقع الاتحاد الأوربي (الإنجليزية)
- حسين الدين جافوروف على موقع قاعدة بيانات كرة القدم.إي يو (الإنجليزية)
- حسين الدين جافوروف على موقع ناشيونال فوتبول تيمز (الإنجليزية)
- حسين الدين جافوروف على موقع Soccerway.com (الإنجليزية)